# اسلاتر (میزوری)
اسلاتر (به انگلیسی: Slater) یک شهر در ایالات متحده آمریکا است که در شهرستان سالین، میزوری واقع شده‌است. اسلاتر ۳٫۷۳ کیلومتر مربع مساحت و ۱٬۸۵۶ نفر جمعیت دارد و ۲۵۹ متر بالاتر از سطح دریا واقع شده‌است.